# Liste italienischer Exonyme für deutsche Toponyme
In dieser Liste werden für deutsche Toponyme (d. h. Namen von Städten, Landschaften, Flüssen, Gebirgen usw. des deutschsprachigen Raumes) die italienischen Entsprechungen angegeben.
Hinweise:
- Die Ortsnamen in Südtirol sind offiziell zweisprachig, die italienischen Bezeichnungen wurden im Prontuario dei nomi locali dell’Alto Adige festgelegt.
- Um die Liste noch praktischer zu machen, werden auch die italienischen Exonyme für einige ausländische Toponyme aus benachbarten geografischen Räumen verzeichnet, für die es sehr gebräuchliche deutsche Exonyme gibt. Das betrifft bspw. Orte in der frz. Schweiz (etwa Genf), im Benelux (etwa Lüttich) oder in Polen (etwa Breslau), obwohl sie nicht oder nicht mehr zum deutschsprachigen Raum gehören.
- Namen für nicht in Deutschland oder Österreich liegende Orte oder Landschaftsmerkmale sind mit den entsprechenden Länderkennzeichen versehen.

## A
- L’Aia: Den Haag (NL)
- Aidelberga/Eidelberga: Heidelberg
- Algovia: Allgäu
- Alpi: Alpen
- Alpi Bavaresi: Bayerische Alpen
- Alto Adige: Südtirol
- Amburgo: Hamburg
- Anversa: Antwerpen (frz. Anvers) (BE)
- Aquisgrana: Aachen
- Argovia: Aargau (CH)
- Assia: Hessen
- Augusta: Augsburg

## B
- Baden-Vurtemberga: Baden-Württemberg
- Bamberga: Bamberg
- Basilea: Basel (CH)
- Bassa Sassonia: Niedersachsen
- Baviera: Bayern
- Berlino: Berlin
- Berna: Bern (CH)
- Bolzano: Bozen (I)
- Borsella (†): Brüssel (B)
- Brandeburgo: Brandenburg
- Brema: Bremen
- Brennero: Brenner
- Breslavia: Breslau (pol. Wrocław) (PL)
- Bressanone: Brixen (I)
- Briga: Brig (CH)
- Brisgovia: Breisgau
- Bruggia (†): Brügge (B)
- Brughiera di Luneburgo: Lüneburger Heide

## C
- Caorsa (†): Cahors (F)
- Carinzia: Kärnten (A)
- Casinotta: Göschenen (CH)
- Clangoforte (†): Klagenfurt (A)
- Coblenza: Koblenz
- Coburgo: Coburg
- Coira: Chur (CH)
- Colonia: Köln
- Copenaghen: Kopenhagen (DK)
- Costanza: Konstanz

## D
- Danubio: Donau
- Danzica: Danzig (pol. Gdańsk) (PL)
- Dresda: Dresden

## E
- Elsinore: Helsingör (DK)

## F
- Fiora: Flüelen (CH)
- Flessinga: Vlissingen (NL)
- Foresta dell’Alto Palatinato: Oberpfälzer Wald
- Foresta Bavarese: Bayerischer Wald
- Foresta Nera: Schwarzwald
- Francoforte sul Meno: Frankfurt am Main
- Francoforte sull’Oder: Frankfurt (Oder)
- Franconia: Franken
- Friberga: Freiberg
- Friburgo: Freiburg (frz. Fribourg) (CH)
- Friburgo in Brisgovia: Freiburg im Breisgau
- Frisinga: Freising

## G
- Ginevra: Genf (frz. Genève) (CH)
- il Giura: Juragebirge
- Giura, Cantone del: Kanton Jura (CH)
- il Giura Bernese: der Berner Jura (CH)
- il Giura di Franconia: Fränkische Alb
- il Giura di Svevia: Schwäbische Alb
- Ghiacciaio dell’Aletsch: Aletschgletscher (CH)
- Ghiacciaio di Gorner: Gornergletscher (CH)
- Ghiacciaio di Morteratsch: Morteratschgletscher (CH)
- Ghiacciaio della Mer de Glace: der Eismeergletscher oder das Mer de Glace (F)
- Glarona: Glarus (CH)
- Gottinga: Göttingen
- Grigioni: Graubünden (CH)
- Groninga: Groningen (NL)
- Guanto (†): Gent (B)

## I
- Ipro (†): Ypern (ndl. Ieper, frz. Ypres)  (B)

## L
- Lago Ammer: Ammersee
- Lago Balaton: Plattensee (ung. Balaton) (H)
- Lago Chiem: Chiemsee
- Lago di Costanza: Bodensee
- Lago di Ginevra: Genfersee (frz. Lac Léman) (CH) (auch: Lago Lemano)
- Lago di Laach: Laacher See
- Lago di Lucerna: Vierwaldstättersee (CH) (auch: Lago dei Quattro Cantoni)
- Lago Müritz: Müritz
- Lago di Plau: Plauer See
- Lago di Plön: Plöner See
- Lago dei Quattro Cantoni: Vierwaldstättersee (frz. Lac des Quatre Cantons) (CH)
- Lago di Schwerin: Schweriner See
- Lago di Starnberg: Starnberger See
- Lago di Steinhude: Steinhuder Meer
- Lago di Zugo: Zugersee (CH)
- Lago Lemano: Genfersee (frz. Lac Léman) (CH)
- Leopoli: Lemberg (UA)
- Liegi: Lüttich (frz. Liège, nld. Luik) (BE)
- Lipsia: Leipzig
- Londra: London (GB)
- Losanna: Lausanne (CH)
- Lubecca: Lübeck
- Lubiana: Laibach (Ljubljana; SLO)
- Lucerna: Luzern (CH)
- Luneburgo: Lüneburg
- Lusazia: Lausitz
- Lussemburgo: Luxemburg

## M
- Magdeburgo: Magdeburg
- Magonza: Mainz
- Meclemburgo-Pomerania Occidentale: Mecklenburg-Vorpommern
- Mellina (†): Mecheln (B)
- Meno: Main
- Merano: Meran
- Monaco (di Baviera): München
- Monte Bianco: Mont Blanc (F)
- Monte Cervino: Matterhorn (CH/IT)
- Monte Nevoso: Schneeberg
- Monti Metalliferi: Erzgebirge
- Morato: Murten (CH)
- Mosella: Mosel

## N
- Nimega: Nimwegen (niederländisch Nijmegen) (NL)
- Nord Reno-Vestfalia: Nordrhein-Westfalen
- Norimberga: Nürnberg

## O
- Odemburgo: Sopron (deutsch Ödenburg) (H)
- Oldemburgo: Oldenburg

## P
- Palatinato: Pfalz
- Parigi: Paris (F)
- Passavia: Passau
- Pomerania: Pommern
- Poznan: Posen (poln. Poznań) (PL)
- Praga: Prag (tsch. Praha) (CZ)
- Presburgo: Pressburg (Bratislava)(SK)

## R
- Ratisbona: Regensburg
- Renania: Rheinland
- Renania settentrionale-Vestfalia: Nordrhein-Westfalen
- Renania-Palatinato: Rheinland-Pfalz
- Reno: Rhein

## S
- Salisburgo: Salzburg
- San Gallo: St. Gallen (CH)
- San Gottardo: Sankt Gotthard (CH)
- San Maurizio: St. Moritz (CH)
- Sassonia: Sachsen
- Sassonia-Anhalt: Sachsen-Anhalt
- Sciaffusa: Schaffhausen (CH)
- Selva Boema: Böhmerwald
- Selva di Franconia: Frankenwald
- Selva di Teutoburgo: Teutoburger Wald
- Selva di Turingia: Thüringer Wald
- Soletta: Solothurn (CH)
- Spira: Speyer
- Sterzen: Sterzing (heute Vipiteno)
- Stettino: Stettin (PL)
- Stiria: Steiermark (A)
- Stoccarda: Stuttgart
- Stoccolma: Stockholm (S)
- Strasburgo: Straßburg (frz. Strasbourg) (F)
- Sudtirolo: Südtirol
- Svevia: Schwaben
- Svitto: Schwyz (CH)

## T
- Tirolo: Tirol
- Tosanna: Thusis (CH)
- Treviri: Trier
- Tubinga: Tübingen
- Turingia: Thüringen
- Turonia: Thorn (poln. Toruń) (PL)

## U
- Ulma: Ulm

## V
- Vallese: Kanton Wallis (frz. Valais) (CH)
- Valas: Flaas (IT)
- Vienna: Wien
- Villaco: Villach
- Vilna: Vilnius (LT)
- Vipiteno: Sterzing (IT)
- Vormazia: Worms
- Vurtemberga (†): Württemberg
- Vestfalia: Westfalen
- Vittemberga: Wittenberg

## Z
- Zugo: Zug (CH)
- Zurigo: Zürich (CH)